# Inmigración polaca en el Reino Unido
La inmigración polaca en el Reino Unido describe el establecimiento temporal o permanente de ciudadanos polacos en el Reino Unido. La mayor parte de estos inmigrantes llegaron después de la ampliación de la Unión Europea de 2004. Para el 2013, se estimaba que 688 000 personas nacidas en Polonia residían en el Reino Unido, además existe un grupo de polacos británicos, que incluye a los descendientes de más de 200 000 inmigrantes que se asentaron allí después de Segunda Guerra Mundial. Sin embargo, debido a la salida del Reino Unido de la Unión Europea la llegada de polacos al país insular se ha visto reducida debido a las nuevas leyes migratorias como consecuencia y se espera que muchos polacos abandonen el Reino Unido, retornando así a Polonia o incluso dirigiéndose hacia otros países miembros de la Unión Europea como Alemania o Irlanda.
Los polacos fueron hasta 2017 la segunda comunidad nacida en el extranjero, que residieron en el Reino Unido, después de los nacidos en la India, y la lengua polaca es una de las más habladas en Inglaterra junto al hindi y el urdu, entre otros, además del inglés. Por consecuencia el idioma polaco se habla en el Reino Unido.